# Mowinckelkysten
Mowinckel Coast är en kuststräcka på sydöstra Bouvetön mellan Kap Fie i söder och Kap Lollo i norr. Kusten inkluderar Kap Meteor som är Bouvetöns östligaste punkt. Söder om Kap Meteor ligger Svartstranda.
Kusten är uppkallad efter Johan Ludwig Mowinckel som var statsminister i Norge flera gången på 1920 och 30-talet.